# Ferrocarril México–Veracruz
| Der Personenzug El Jarocho in Esperanza (1966) |                                     |                                                      |                                                      |
| Kursbuchstrecke: | S / SA                              |                                                      |                                                      |
| Streckenlänge: | 636 km, davon Zweigstrecke SA 45 km |                                                      |                                                      |
| Spurweite: | 1435 mm (Normalspur)                |                                                      |                                                      |
| |                                     |                                                      |                                                      |
| \| \| 0 \| Buenavista \| Buenavista \| \| \| 10 \| Strecke A nach Ciudad Juárez und Strecke B \| Strecke A nach Ciudad Juárez und Strecke B \| \| \| 12 \| nach Nuevo Laredo \| nach Nuevo Laredo \| \| \| 18 \| Tenayuca \| Tenayuca \| \| \| 24 \| Zweigstrecke SB \| Zweigstrecke SB \| \| \| 25 \| Zweigstrecke VK nach Juan Morales \| Zweigstrecke VK nach Juan Morales \| \| \| 29 \| Xalostoc \| Xalostoc \| \| \| 34 \| \| \| \| \| 46 \| Tepexpan \| Tepexpan \| \| \| 48 \| Autopista Texcoco–Pirámides \| Autopista Texcoco–Pirámides \| \| \| 48,2 \| Anschluss Ciénaga de San Juan \| Anschluss Ciénaga de San Juan \| \| \| 55 \| Zweigstrecke SH nach San Miguel Xaltocan \| Zweigstrecke SH nach San Miguel Xaltocan \| \| \| 59 \| Abzweig VS, dann Strecke V nach Veracruz \| Abzweig VS, dann Strecke V nach Veracruz \| \| \| 69 \| Otumba \| Otumba \| \| \| 81 \| Ometusco \| Ometusco \| \| \| 81,2 \| Zweigstrecke nach Pachuca \| Zweigstrecke nach Pachuca \| \| \| 88 \| Autopista M40D \| Autopista M40D \| \| \| 89,8 \| Zweigstrecke HB nach San Agustín \| Zweigstrecke HB nach San Agustín \| \| \| 90,6 \| Irolo \| Irolo \| \| \| 91,3 \| Zweigstrecke HB nach San Lorenzo \| Zweigstrecke HB nach San Lorenzo \| \| \| 106 \| Apan \| Apan \| \| \| 118 \| Soltepec \| Soltepec \| \| \| 124 \| Strecke V \| Strecke V \| \| \| \| ehem. Zweigstrecke SF (914 mm) nach Chignahuapan \| \| \| \| 143 \| Muñoz \| Muñoz \| \| \| 153 \| Apizaco \| Apizaco \| \| \| 153,40 \| Zweigstrecke SA nach Puebla \| Zweigstrecke SA nach Puebla \| \| \| 10 \| Río Tequixquiatl (75 m) \| Río Tequixquiatl (75 m) \| \| \| 11 \| Santa Cruz Tlaxcala \| Santa Cruz Tlaxcala \| \| \| 17 \| Santa Ana Chiautempan \| Santa Ana Chiautempan \| \| \| 21 \| La Magdalena Tlaltelulco \| La Magdalena Tlaltelulco \| \| \| 34 \| Anschluss Volkswagen de México \| Anschluss Volkswagen de México \| \| \| 43 \| Anschluss Tren turistico Puebla–Cholula \| Anschluss Tren turistico Puebla–Cholula \| \| \| 44 \| Zweigstrecke VB nach San Lorenzo \| Zweigstrecke VB nach San Lorenzo \| \| \| 45 \| Puebla \| Puebla \| \| \| \| Zweigstrecke VB nach Oriental \| \| \| \| 161 \| Anschluss Acero Simec Tlaxcala \| Anschluss Acero Simec Tlaxcala \| \| \| 173 \| ehemaliger Abzweig zur Strecke V \| ehemaliger Abzweig zur Strecke V \| \| \| 178 \| Huamantla \| Huamantla \| \| \| 196 \| Rafael Lara Grajales \| Rafael Lara Grajales \| \| \| 196,5 \| stillgelegte Strecke VB nach Oriental \| stillgelegte Strecke VB nach Oriental \| \| \| 196,6 \| ehemalige Zweigstrecke El Chitero nach Petlalcingo \| ehemalige Zweigstrecke El Chitero nach Petlalcingo \| \| \| 199,3 \| Strecke VB nach San Lorenzo \| Strecke VB nach San Lorenzo \| \| \| 205 \| Anschluss Audi México \| Anschluss Audi México \| \| \| 218 \| Autopista Cuapiaxtla–Cuacnopalan \| Autopista Cuapiaxtla–Cuacnopalan \| \| \| 220 \| Aljibes \| Aljibes \| \| \| 249 \| Jesús de Nazareno \| Jesús de Nazareno \| \| \| 2510 \| Zweigstrecke SC \| Zweigstrecke SC \| \| \| \| \| \| \| \| 259 \| Esperanza ehemalige Zweigstrecke EA (914 mm) \| Esperanza ehemalige Zweigstrecke EA (914 mm) \| \| \| 266 \| Boca del Monte \| Boca del Monte \| \| \| 266,4 \| ab hier abgebaut \| ab hier abgebaut \| \| \| 11 \| ehem. Zweigstrecke EA (914 mm) nach Sant. Miahuatlán \| ehem. Zweigstrecke EA (914 mm) nach Sant. Miahuatlán \| \| \| 17 \| Zweigstrecke EA nach Santiago Miahuatlán \| Zweigstrecke EA nach Santiago Miahuatlán \| \| \| 270 \| Puente Wimmer (86 m) \| Puente Wimmer (86 m) \| \| \| 33 \| Túnel No. 4 El Méxicano (3,0 km) \| Túnel No. 4 El Méxicano (3,0 km) \| \| \| \| \| \| \| \| \| \| \| \| \| 39 \| Puente Viaducto Vaquería (242 m) \| Puente Viaducto Vaquería (242 m) \| \| \| 286 \| Maltrata \| Maltrata \| \| \| 29675 \| \| \| \| \| 297 \| Santa Rosa \| Santa Rosa \| \| \| \| Nogales \| \| \| \| \| Autopista Puebla–Orizaba \| \| \| \| \| Orizaba \| \| \| \| \| Autopista Puebla–Orizaba \| \| \| \| \| ehemalige Trasse \| \| \| \| \| \| \| \| \| \| Metlac (neu: 504 m / alt: 175 m) \| \| \| \| \| \| \| \| \| \| \| \| \| \| \| Fortín \| \| \| \| \| ehemalige Trasse \| \| \| \| \| Córdoba \| \| \| \| \| Strecke G nach Medias Aguas \| \| \| \| \| \| \| \| \| \| Anschluss \| \| \| \| \| Potrero \| \| \| \| \| Anschluss Ingenio Central El Potrero \| \| \| \| \| ehemalige Trasse \| \| \| \| \| Atoyac \| \| \| \| \| (neu: 366 m / alt: 151 m) \| \| \| \| \| Río Atoyac (neu: 303 m / alt: 53 m) \| \| \| \| \| \| \| \| \| \| Paso del Macho \| \| \| \| \| Río (216 m) \| \| \| \| \| Soledad \| \| \| \| \| Purga \| \| \| \| 623 \| Anschluss Ciudad industrial Bruno Pagliai \| Anschluss Ciudad industrial Bruno Pagliai \| \| \| 632 \| Strecke V nach La Paz \| Strecke V nach La Paz \| \| \| 632 \| Strecke GA nach Tierra Blanca \| Strecke GA nach Tierra Blanca \| \| \| 635 \| nach Nuevo Puerto \| nach Nuevo Puerto \| \| \| 636 \| Veracruz \| Veracruz \| \| \| 636 \| Puerto de Veracruz \| Puerto de Veracruz \| |                                     |                                                      |                                                      |
| Kopfbahnhof Streckenanfang | 0                                   | Buenavista                                           | Buenavista                                           |
| Strecke von links · Abzweig geradeaus und nach rechts | 10                                  | Strecke A nach Ciudad Juárez und Strecke B           | Strecke A nach Ciudad Juárez und Strecke B           |
| Strecke nach links · Kreuzung geradeaus unten | 12                                  | nach Nuevo Laredo                                    | nach Nuevo Laredo                                    |
| ehemaliger Haltepunkt / Haltestelle | 18                                  | Tenayuca                                             | Tenayuca                                             |
| Abzweig geradeaus und nach links · Strecke von rechts | 24                                  | Zweigstrecke SB                                      | Zweigstrecke SB                                      |
| Abzweig geradeaus, nach rechts und von rechts · Strecke | 25                                  | Zweigstrecke VK nach Juan Morales                    | Zweigstrecke VK nach Juan Morales                    |
| ehemaliger Haltepunkt / Haltestelle · Strecke | 29                                  | Xalostoc                                             | Xalostoc                                             |
| Abzweig geradeaus und von links · Strecke nach rechts | 34                                  |                                                      |                                                      |
| ehemaliger Haltepunkt / Haltestelle | 46                                  | Tepexpan                                             | Tepexpan                                             |
| | 48                                  | Autopista Texcoco–Pirámides                          | Autopista Texcoco–Pirámides                          |
| Abzweig geradeaus und von rechts | 48,2                                | Anschluss Ciénaga de San Juan                        | Anschluss Ciénaga de San Juan                        |
| Abzweig geradeaus, ehemals nach links und von links | 55                                  | Zweigstrecke SH nach San Miguel Xaltocan             | Zweigstrecke SH nach San Miguel Xaltocan             |
| Abzweig geradeaus und nach rechts | 59                                  | Abzweig VS, dann Strecke V nach Veracruz             | Abzweig VS, dann Strecke V nach Veracruz             |
| ehemaliger Haltepunkt / Haltestelle | 69                                  | Otumba                                               | Otumba                                               |
| ehemaliger Haltepunkt / Haltestelle | 81                                  | Ometusco                                             | Ometusco                                             |
| Abzweig geradeaus, ehemals nach links und ehemals von links | 81,2                                | Zweigstrecke nach Pachuca                            | Zweigstrecke nach Pachuca                            |
| | 88                                  | Autopista M40D                                       | Autopista M40D                                       |
| Abzweig geradeaus und von links | 89,8                                | Zweigstrecke HB nach San Agustín                     | Zweigstrecke HB nach San Agustín                     |
| ehemaliger Bahnhof | 90,6                                | Irolo                                                | Irolo                                                |
| Abzweig geradeaus und nach rechts | 91,3                                | Zweigstrecke HB nach San Lorenzo                     | Zweigstrecke HB nach San Lorenzo                     |
| ehemaliger Haltepunkt / Haltestelle | 106                                 | Apan                                                 | Apan                                                 |
| ehemaliger Haltepunkt / Haltestelle | 118                                 | Soltepec                                             | Soltepec                                             |
| Kreuzung links | 124                                 | Strecke V                                            | Strecke V                                            |
| Strecke · Strecke von halblinks |                                     | ehem. Zweigstrecke SF (914 mm) nach Chignahuapan     | ehem. Zweigstrecke SF (914 mm) nach Chignahuapan     |
| ehemaliger Bahnhof · Kopfbahnhof Streckenende | 143                                 | Muñoz                                                | Muñoz                                                |
| ehemaliger Bahnhof | 153                                 | Apizaco                                              | Apizaco                                              |
| Strecke von links · Abzweig geradeaus, nach rechts und von rechts | 153,40                              | Zweigstrecke SA nach Puebla                          | Zweigstrecke SA nach Puebla                          |
| Brücke über Wasserlauf · Strecke | 10                                  | Río Tequixquiatl (75 m)                              | Río Tequixquiatl (75 m)                              |
| ehemaliger Haltepunkt / Haltestelle · Strecke | 11                                  | Santa Cruz Tlaxcala                                  | Santa Cruz Tlaxcala                                  |
| ehemaliger Haltepunkt / Haltestelle · Strecke | 17                                  | Santa Ana Chiautempan                                | Santa Ana Chiautempan                                |
| ehemaliger Haltepunkt / Haltestelle · Strecke | 21                                  | La Magdalena Tlaltelulco                             | La Magdalena Tlaltelulco                             |
| Abzweig geradeaus und von rechts · Strecke | 34                                  | Anschluss Volkswagen de México                       | Anschluss Volkswagen de México                       |
| Abzweig geradeaus und nach rechts · Strecke | 43                                  | Anschluss Tren turistico Puebla–Cholula              | Anschluss Tren turistico Puebla–Cholula              |
| Abzweig geradeaus und von rechts · Strecke | 44                                  | Zweigstrecke VB nach San Lorenzo                     | Zweigstrecke VB nach San Lorenzo                     |
| Dienststelle, ehemals Bahnhof · Strecke | 45                                  | Puebla                                               | Puebla                                               |
| Strecke nach halbrechts · Strecke |                                     | Zweigstrecke VB nach Oriental                        | Zweigstrecke VB nach Oriental                        |
| Abzweig geradeaus und von rechts | 161                                 | Anschluss Acero Simec Tlaxcala                       | Anschluss Acero Simec Tlaxcala                       |
| Abzweig geradeaus, ehemals nach links und ehemals von links | 173                                 | ehemaliger Abzweig zur Strecke V                     | ehemaliger Abzweig zur Strecke V                     |
| ehemaliger Haltepunkt / Haltestelle | 178                                 | Huamantla                                            | Huamantla                                            |
| ehemaliger Haltepunkt / Haltestelle | 196                                 | Rafael Lara Grajales                                 | Rafael Lara Grajales                                 |
| Kreuzung geradeaus unten (Querstrecke außer Betrieb) | 196,5                               | stillgelegte Strecke VB nach Oriental                | stillgelegte Strecke VB nach Oriental                |
| Abzweig geradeaus und ehemals nach rechts | 196,6                               | ehemalige Zweigstrecke El Chitero nach Petlalcingo   | ehemalige Zweigstrecke El Chitero nach Petlalcingo   |
| Abzweig geradeaus und von rechts | 199,3                               | Strecke VB nach San Lorenzo                          | Strecke VB nach San Lorenzo                          |
| Abzweig geradeaus und von links | 205                                 | Anschluss Audi México                                | Anschluss Audi México                                |
| | 218                                 | Autopista Cuapiaxtla–Cuacnopalan                     | Autopista Cuapiaxtla–Cuacnopalan                     |
| ehemaliger Haltepunkt / Haltestelle | 220                                 | Aljibes                                              | Aljibes                                              |
| ehemaliger Haltepunkt / Haltestelle | 249                                 | Jesús de Nazareno                                    | Jesús de Nazareno                                    |
| Strecke von links · Abzweig ehemals geradeaus und nach rechts | 2510                                | Zweigstrecke SC                                      | Zweigstrecke SC                                      |
| Strecke · Strecke nach links (außer Betrieb) · Strecke von rechts (außer Betrieb) |                                     |                                                      |                                                      |
| Strecke · Kopfbahnhof Streckenanfang · Bahnhof (Strecke außer Betrieb) | 259                                 | Esperanza ehemalige Zweigstrecke EA (914 mm)         | Esperanza ehemalige Zweigstrecke EA (914 mm)         |
| Strecke · Strecke · Haltepunkt / Haltestelle (Strecke außer Betrieb) | 266                                 | Boca del Monte                                       | Boca del Monte                                       |
| Strecke · Strecke | 266,4                               | ab hier abgebaut                                     | ab hier abgebaut                                     |
| Kreuzung (Querstrecke außer Betrieb) · Strecke nach rechts · Strecke (außer Betrieb) | 11                                  | ehem. Zweigstrecke EA (914 mm) nach Sant. Miahuatlán | ehem. Zweigstrecke EA (914 mm) nach Sant. Miahuatlán |
| Abzweig geradeaus und von rechts · Tunnel (Strecke außer Betrieb) | 17                                  | Zweigstrecke EA nach Santiago Miahuatlán             | Zweigstrecke EA nach Santiago Miahuatlán             |
| Tunnel · Brücke (Strecke außer Betrieb) | 270                                 | Puente Wimmer (86 m)                                 | Puente Wimmer (86 m)                                 |
| Tunnel · Strecke (außer Betrieb) | 33                                  | Túnel No. 4 El Méxicano (3,0 km)                     | Túnel No. 4 El Méxicano (3,0 km)                     |
| Tunnel · Tunnel (Strecke außer Betrieb) |                                     |                                                      |                                                      |
| Tunnel · Strecke (außer Betrieb) |                                     |                                                      |                                                      |
| Brücke · Strecke von links (außer Betrieb) · Strecke nach rechts (außer Betrieb) | 39                                  | Puente Viaducto Vaquería (242 m)                     | Puente Viaducto Vaquería (242 m)                     |
| Tunnel · Haltepunkt / Haltestelle (Strecke außer Betrieb) | 286                                 | Maltrata                                             | Maltrata                                             |
| Strecke nach links · Abzweig ehemals geradeaus und von rechts | 29675                               |                                                      |                                                      |
| ehemaliger Haltepunkt / Haltestelle | 297                                 | Santa Rosa                                           | Santa Rosa                                           |
| ehemaliger Haltepunkt / Haltestelle |                                     | Nogales                                              | Nogales                                              |
| |                                     | Autopista Puebla–Orizaba                             |                                                      |
| ehemaliger Haltepunkt / Haltestelle |                                     | Orizaba                                              | Orizaba                                              |
| |                                     | Autopista Puebla–Orizaba                             |                                                      |
| Strecke von links (außer Betrieb) · Abzweig geradeaus und ehemals nach rechts |                                     | ehemalige Trasse                                     | ehemalige Trasse                                     |
| Strecke nach links (außer Betrieb) · Kreuzung Anfang Hochstrecke (Querstrecke außer Betrieb) · Strecke von rechts (außer Betrieb) |                                     |                                                      |                                                      |
| Strecke unter Wasserlauf · Brücke über Wasserlauf (Strecke außer Betrieb) |                                     | Metlac (neu: 504 m / alt: 175 m)                     | Metlac (neu: 504 m / alt: 175 m)                     |
| Strecke von links (außer Betrieb) · Kreuzung Ende Hochstrecke (Querstrecke außer Betrieb) · Strecke nach rechts (außer Betrieb) |                                     |                                                      |                                                      |
| Strecke nach links (außer Betrieb) · Abzweig geradeaus und ehemals von rechts |                                     |                                                      |                                                      |
| ehemaliger Haltepunkt / Haltestelle |                                     | Fortín                                               | Fortín                                               |
| Strecke von links (außer Betrieb) · Abzweig geradeaus und ehemals nach rechts |                                     | ehemalige Trasse                                     | ehemalige Trasse                                     |
| Strecke (außer Betrieb) · Dienststelle, ehemals Bahnhof |                                     | Córdoba                                              | Córdoba                                              |
| Kreuzung (Strecke geradeaus außer Betrieb) · Abzweig geradeaus und nach rechts |                                     | Strecke G nach Medias Aguas                          | Strecke G nach Medias Aguas                          |
| Strecke nach links (außer Betrieb) · Abzweig geradeaus und ehemals von rechts |                                     |                                                      |                                                      |
| Abzweig geradeaus, ehemals nach links und ehemals von links |                                     | Anschluss                                            | Anschluss                                            |
| ehemaliger Haltepunkt / Haltestelle |                                     | Potrero                                              | Potrero                                              |
| Abzweig geradeaus und ehemals nach links |                                     | Anschluss Ingenio Central El Potrero                 | Anschluss Ingenio Central El Potrero                 |
| Abzweig geradeaus und ehemals nach links · Strecke von rechts (außer Betrieb) |                                     | ehemalige Trasse                                     | ehemalige Trasse                                     |
| Strecke · Haltepunkt / Haltestelle (Strecke außer Betrieb) |                                     | Atoyac                                               | Atoyac                                               |
| Tunnel · Tunnel (Strecke außer Betrieb) |                                     | (neu: 366 m / alt: 151 m)                            | (neu: 366 m / alt: 151 m)                            |
| Brücke über Wasserlauf · Brücke über Wasserlauf (Strecke außer Betrieb) |                                     | Río Atoyac (neu: 303 m / alt: 53 m)                  | Río Atoyac (neu: 303 m / alt: 53 m)                  |
| Abzweig geradeaus und ehemals von links · Strecke nach rechts (außer Betrieb) |                                     |                                                      |                                                      |
| ehemaliger Haltepunkt / Haltestelle |                                     | Paso del Macho                                       | Paso del Macho                                       |
| Brücke über Wasserlauf |                                     | Río (216 m)                                          | Río (216 m)                                          |
| ehemaliger Haltepunkt / Haltestelle |                                     | Soledad                                              | Soledad                                              |
| ehemaliger Haltepunkt / Haltestelle |                                     | Purga                                                | Purga                                                |
| Abzweig geradeaus und von rechts | 623                                 | Anschluss Ciudad industrial Bruno Pagliai            | Anschluss Ciudad industrial Bruno Pagliai            |
| Abzweig geradeaus und von links | 632                                 | Strecke V nach La Paz                                | Strecke V nach La Paz                                |
| Abzweig geradeaus und von rechts | 632                                 | Strecke GA nach Tierra Blanca                        | Strecke GA nach Tierra Blanca                        |
| Strecke von links · Abzweig geradeaus, nach links und nach rechts | 635                                 | nach Nuevo Puerto                                    | nach Nuevo Puerto                                    |
| ehemaliger Kopfbahnhof Streckenende · Dienststation / Betriebs- oder Güterbahnhof | 636                                 | Veracruz                                             | Veracruz                                             |
| Betriebs-/Güterbahnhof Streckenende | 636                                 | Puerto de Veracruz                                   | Puerto de Veracruz                                   |

Der Ferrocarril México–Veracruz, auch Ferrocarril Méxicano genannt, offizielle Streckenbezeichnung Línea S (deutsch Strecke S), ist inklusive der Zweigstrecke nach Puebla (Strecke SA) eine 636 Kilometer lange Eisenbahnstrecke in der Mitte Méxikos, die die Hauptstadt Mexiko-Stadt mit der Hafenstadt Veracruz am Atlantik verbindet. Die Strecke ist eingleisig und war im Abschnitt Esperanza–Paso del Macho auf 103 Kilometern ab den 1920er Jahren elektrifiziert. Auf ihr verkehrte zwischen 1873 und 1999 der als El Jarocho bekannte Personenzug.

## Geschichte
Im September 1864 gründete sich in London The Imperial Mexican Railway Company, Limited (Ferrocarril Imperial Méxicano), um ein früher begonnenes Projekt einer Strecke zwischen Mexiko-Stadt und Veracruz zu vollenden. Die Gesellschaft wurde am 16. Juli 1867 umbenannt in The Mexican Railway Company, Limited (Ferrocarril Méxicano), nachdem die zweite Französische Intervention in Mexiko beendet wurde.

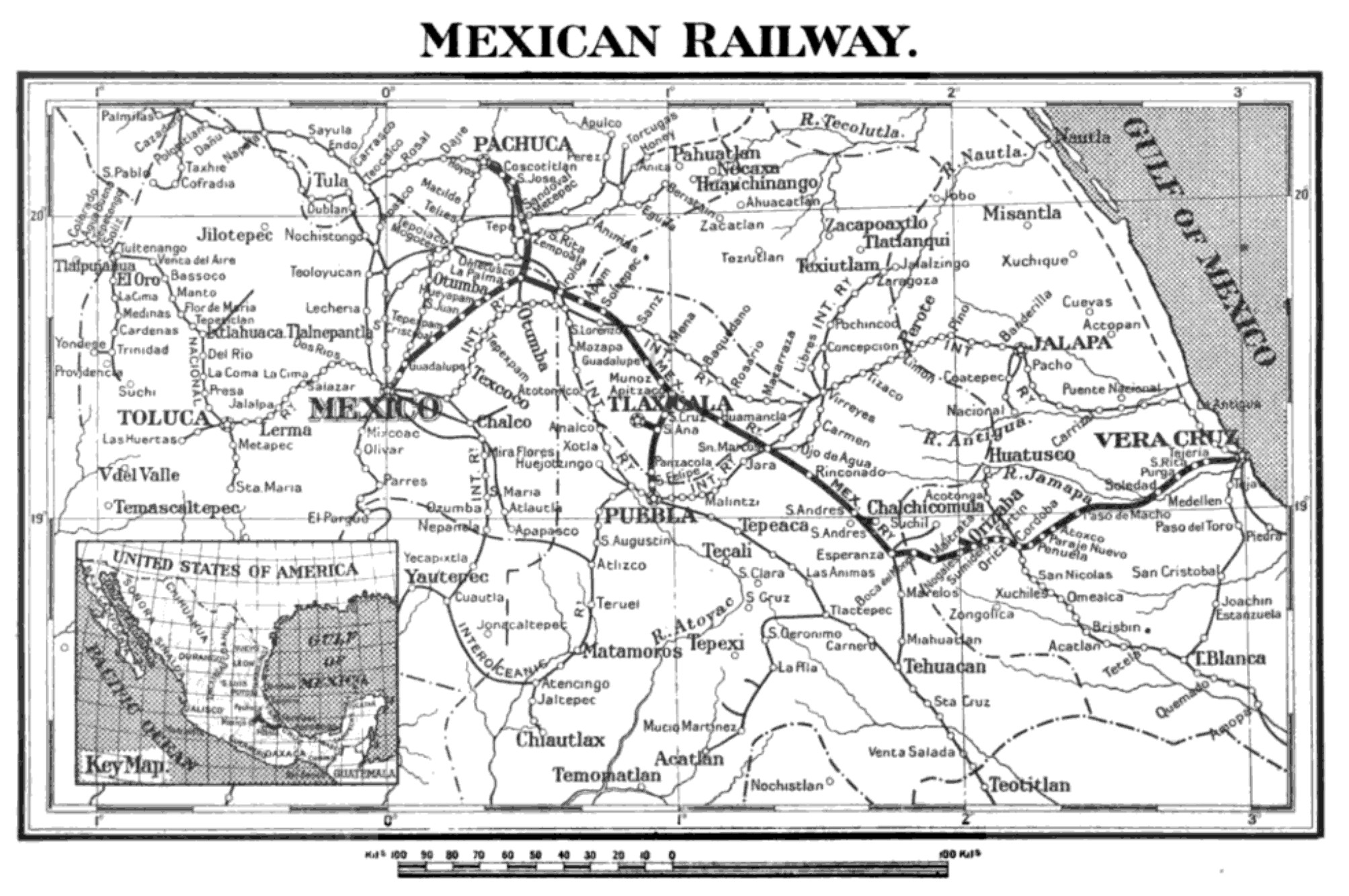
Streckenplan des Ferrocarril Méxicano 1912

Die Hauptstrecke Mexiko-Stadt–Veracruz wurde am 1. Januar 1873 von Präsident Sebastián Lerdo de Tejada eingeweiht, später kamen Zweigstrecken von Ometusco nach Pachuca sowie von Apizaco nach Puebla dazu.
In den 1920er-Jahren wurde ein 103 Kilometer langer Abschnitt von Esperanza nach Paso del Macho elektrifiziert.
Der Ferrocarril Méxicano blieb unabhängig von den 1903 gegründeten staatlichen Ferrocarriles Nacionales de México (bis 1987 kurz N de M, seither FNM), bis die Regierung im Juni 1946 die Kontrolle übernahm und beide Unternehmen im März 1959 fusionierte.
Mit der Privatisierung der staatlichen Eisenbahngesellschaft FNM 1995 erwarb Ferrosur die über 50 Jahre laufende Konzession für die Strecke und übernahm den Betrieb 1998. Seither wurde auf der Strecke fortlaufend in die Anlagen investiert, so wurden Ausweichstellen verlängert, Sicherheitsdetektoren installiert und die Nutzung für Doppelstockcontainerzüge ermöglicht. Außerdem wurde der Wagenpark modernisiert und heute sind überwiegend neue dieselelektrische Güterzuglokomotiven der Baureihe GE AC4400CW im Einsatz.

## El Jarocho
Die seit 1873 bestehende Personenzugverbindung El Jarocho wurde 1995 von der Kansas City Southern übernommen, allerdings am 16. August 1999 eingestellt.
Am 20. November 2023 kündigte die Regierung von Andrés Manuel López Obrador ein Dekret zur Reaktivierung von sieben Personenzugstrecken an. Darunter ist auch die Strecke S einschließlich ihrer Zweigstrecke SA. Am 25. Januar 2024 wurde bekannt gegeben, dass das Unternehmen CAF zusammen mit Grupo México und Canadian Pacific Kansas City die Wiederinbetriebnahme von vier Personenzugstrecken in Mexiko analysieren wird, darunter ist auch wieder diese Strecke mit ihrem Abzweig. Am 1. Oktober des Jahres bestätigt die neue Präsidentin Claudia Sheinbaum Pardo die Wiederaufnahme des Personenzugbetriebes auf der Strecke México-Stadt–Puebla–Veracruz. Laut dem Gouverneur von Puebla, Alejandro Armenta Mier, soll das Zugprojekt 2026 oder 2027 starten, zuerst müsse die endgültige Route untersucht werden, auf der El Jarocho wieder fahren wird. Die neue Route werde der ursprünglichen ähneln.